# Odontonia bagginsi
Odontonia bagginsi (лат.) — вид морских креветок из семейства Palaemonidae, обнаруженных в окрестностях индонезийских островов Тидоре и Тернате в 2009 году.
Вид был описан нидерландским студентом Вернером де Гиром (Werner de Gier) из Лейденского университета. Получил название в честь героя нескольких книг Дж. Р. Р. Толкина Бильбо Бэггинса. Также в честь героев Толкина названы амёба Arcella gandalfi, пещерный сенокосец Iandumoema smeagol, ящерица Liolaemus smaug и два паука Ochyrocera laracna и Ochyrocera ungoliant

## Описание
Длина не более 1 см, тело гладкое. Живут внутри (в полостях тела) оболочников, являясь симбиотическими ракообразными. Отличительной чертой вида являются волосатые ноги.